# Савка Ірина Ярославівна
Ірина Ярославівна Савка (нар. 1 квітня, Баранівка (Тернопільський район), Тернопільська область) — українська письменниця, викладач музики.
Мати української письменниці та головного редактора «Видавництва Старого Лева» Мар'яни Савки, дружина театрального режисера, актора, громадського й культурного діяча Ореста Савки.

## Біографія
Народилася в селі Баранівка під Бережанами. Отримавши музичну освіту, навчала дітей теорії музики, сольфеджіо, викладала музичну літературу, вела хори, вокальні ансамблі у містечку Копичинці на Тернопільщині.
Як письменниця Ірина Савка дебютувала в 2013 році збіркою оповідань «Осиний мед дикий», що вийшла у «Видавництві Старого Лева». У книжці авторка розкриває тему болісних спогадів минулого і висвітлює гострий драматизм життя на селі. Збірка одразу ж припала до душі читачам та потрапила у «довгий список» конкурсу «Книга року ВВС-2013». Восени 2016 року в тому ж видавництві вийшла друга книжка Савки — збірка новел «Шипшинове намисто».
У 2017 написала книжку оповідань для дітей «Казки-горошинки».

## Нагороди
2013 — дебютна збірка оповідань «Осиний мед дикий» увійшла до довгого списку премії «Книга року ВВС-2013».